# HD 19275
Désignations
HD 19275, également désignée HR 932, est une étoile de la constellation boréale de Cassiopée. Elle est visible à l'œil nu avec une magnitude apparente de 4,87. D'après la mesure de sa parallaxe annuelle par le satellite Gaia, l'étoile est distante de ∼ 166 a.l. (∼ 50,9 pc) de la Terre. Elle s'éloigne du Système solaire à une vitesse radiale d'environ +12 km/s.
HD 19275 est une étoile blanche de la séquence principale de type spectral A2Vnn. Le suffixe « nn » indique que son spectre présente des raies d'absorption très « nébuleuses » (larges) en raison de sa rotation rapide. Elle tourne en effet sur elle-même à une vitesse de rotation projetée de 250 km/s, ce qui donne à l'étoile un bourrelet équatorial qu'on estime être 15 % plus grand que son rayon polaire. HD 19275 est âgée autour de 71 millions d'années, avec une masse qui est environ 1,8 fois supérieure à celle du Soleil et un rayon qui est 2,2 fois plus grand que le rayon solaire. Elle est 27 fois plus lumineuse que le Soleil et sa température de surface est de 8 875 K.